# Streithausen
Streithausen ist eine Ortsgemeinde im Westerwaldkreis in Rheinland-Pfalz. Sie gehört der Verbandsgemeinde Hachenburg an.

## Geographie

### Geographische Lage
Streithausen liegt, großräumig gesehen, zwischen Koblenz und Siegen, in der Süd-Nord-Achse und zwischen Köln und Frankfurt am Main, in der West-Ost-Achse, im nördlichen Teil des Westerwaldes, der ebenfalls den nördlichen Teil von Rheinland-Pfalz bildet. Die Gemeinde wird zum Gebiet der Kroppacher Schweiz gerechnet, welches die Kleine und die Große Nister, mit ihren engen Tälern und zum Teil steilen Berghängen prägt. Das Dorf liegt südlich der Kleinen Nister in einem Seitental, welches an beiden Hängen (Südhang mit der Ley und Sonnenberg und Nordhang mit dem Leychen und Hofberg) bebaut ist.

### Nachbargemeinden
Die Gemarkung umfasst 392 Hektar und liegt auf einer Höhe von 230 bis 380 m ü. NN. Sie grenzt im Nordosten an die Gemarkungen Atzelgift und Nister, im Südosten bis zum Südwesten mit der Großen Nister an die Gemarkungen Hachenburg, Müschenbach und Astert, im Westen an die Gemarkung Limbach und im Nordwesten mit der Kleinen Nister an die Gemarkungen Limbach und Atzelgift. Die Gesamtlänge der Gemarkungsgrenze beläuft sich auf rund 15 km.

### Gemeindegliederung
Außer den Einzelgehöften Streithäuser Mühle, nördlich der Kleinen Nister am Waldrand, der Morgensonne, südöstlich an der Straße zwischen Luckenbach und Hachenburg, dem Kellerhof, südlich an der Gemarkungsgrenze Nister gelegen, gehört auch das 1222 gegründete Zisterzienserkloster Marienstatt zu Streithausen.

### Klima
Streithausen fällt in den nordwestdeutschen Klimaraum und wird von den Klimabezirken des Bergischen Landes, des Sauerlandes, der Eifel und dem mittleren Rheintal erfasst. Das Großklima ist durch maritime Einflüsse gekennzeichnet. Die durchschnittlichen jährlichen Niederschlagsmengen liegen bei 1150 Millimetern. Die mittlere Jahrestemperatur beträgt 7,8 °C.

## Geschichte
Die erste urkundliche Erwähnung trägt das Datum 2. November 1279, als Kunigunde von Streithausen (Strithusin) und ihre Kinder, die aus dem Adelsgeschlecht der Herren von Nister stammten, Güter in dem nahe gelegenen Hailzhausen an die Abtei Marienstatt verkauften. So gehörte noch um 1800 der größte Teil der Gemarkung zu der Abtei. Streihausen gehört mit der Endung -hausen zu den ältesten Siedlungen dieses Gebiets. Eine Mühle in der Nähe des Orts wird erstmals 1842 erwähnt. Streithausen hatte 1579 zwölf Häuser, 1624 zwölf Feuerstätten 1714 23 Mann, 1760 105 und 1818 135 Einwohner.
Den Herren von Nister gehörte auch eine ehemalige Turmhügelburg (Motte Streithausen), die am nördlichen Ortsrand direkt an der Kleinen Nister lag. Die ca. 1000 Jahre alte Burg stellte den Mittelpunkt der alten Grundherrschaft Nister dar. Erhalten sind noch der ca. 12 m im Durchmesser messende Hügel, auf dem der Turm stand, und der Wassergraben. Zur Burg gehörte der ehemalige Streithäuser Hof, den Johann von Nister 1287 an die Abtei Marienstatt verkaufte. Nach der Aufhebung der Abtei ging er in nassauischen Besitz über, verfiel und wurde durch Brand völlig zerstört. 1876/77 kaufte die Gemeinde Streithausen die gesamten Ländereien vom Preußischen Staat.
2004 feierte die Gemeinde Streithausen ihr 725-jähriges Bestehen mit einem großen Festakt und einem eigens für die Feier vorbereiteten Theaterstück. Streithausen wurde 2004 zum schönsten Dorf im Westerwaldkreis gekürt.
Bevölkerungsentwicklung
Die Entwicklung der Einwohnerzahl von Streithausen, die Werte von 1871 bis 1987 beruhen auf Volkszählungen:
| Jahr | Einwohner       |
| 1579 | 12 Häuser       |
| 1624 | 12 Feuerstätten |
| 1714 | 23 Mann         |
| 1760 | 105             |
| 1815 | 135             |
| 1835 | 126             |
| 1871 | 228             |
| 1905 | 222             |

| Jahr | Einwohner |
| 1939 | 294       |
| 1950 | 427       |
| 1961 | 512       |
| 1970 | 589       |
| 1987 | 514       |
| 1997 | 613       |
| 2005 | 572       |
| 2023 | 497       |

Vermutlich östlich des heutigen Orts Streihausen liegt die Wüstung Hailzhausen. Der Ort wird erstmals 1270 erwähnt. Für spätere Erwähnungen bis etwa 1450 ist unklar, ob es sich zu diesem Zeitpunkt noch um einen bewohnte Siedlung handelte.

## Politik

### Bürgermeister
Eric Kohlhaas wurde im Sommer 2019 Ortsbürgermeister von Streithausen. Bei der Direktwahl am 26. Mai 2019 war er mit einem Stimmenanteil von 57,80 % für fünf Jahre gewählt worden. Er wurde im Juni 2024 wiedergewählt.
Vorgänger von Eric Kohlhaas waren Gottfried Benner (Amtszeit 1999–2019) und Werner Orthey (1989–1999).

### Wappen
| Wappen von Streithausen | Blasonierung: „Durch Wellenschnitt schrägrechts geteilt von Gold und Blau; vorne drei rote Rauten, hinten eine goldbesamte silberne Rose mit Stiel und Blättern.“ |
| Wappen von Streithausen | |

## Kultur und Sehenswürdigkeiten

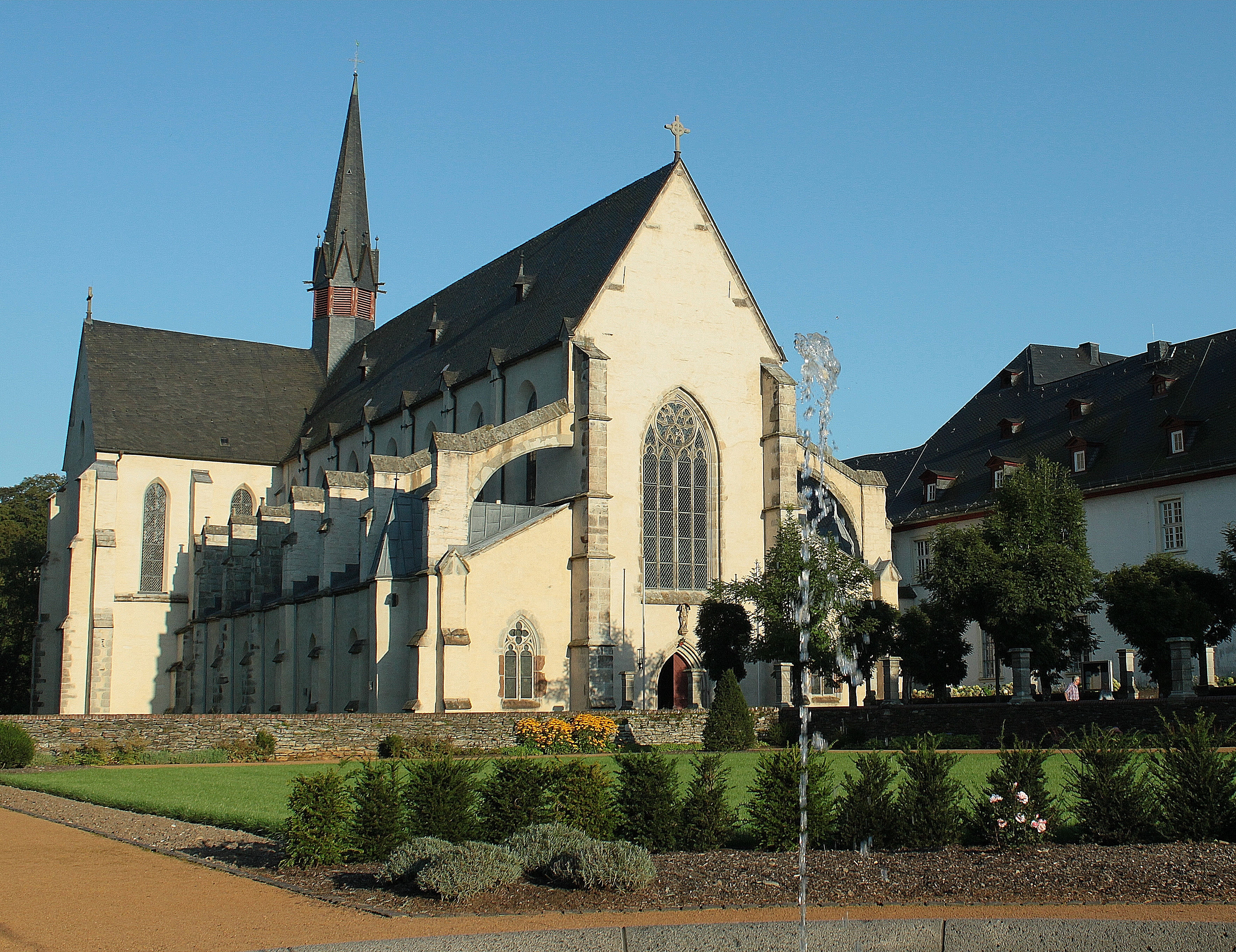
Abteikirche Marienstatt

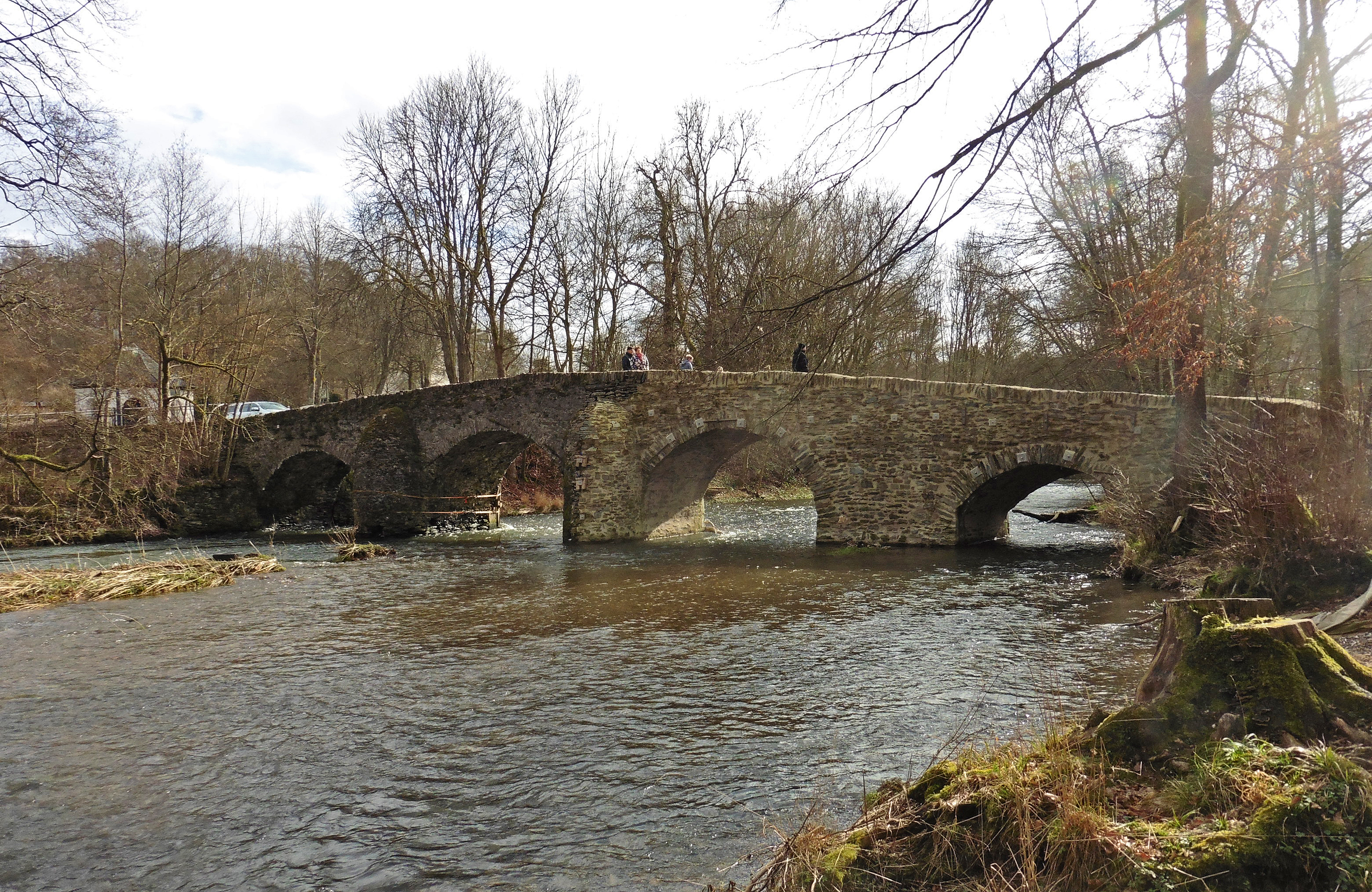
Historische Nisterbrücke westlich der Abtei

Sehenswert sind verschiedene Fachwerkhäuser im Ortskern, u. a. das Gemeindehaus Scholtzenhaus, sowie die zur Gemeinde gehörende Abtei Marienstatt mit Gymnasium, Brauhaus und Buchhandlung. Weitere Sehenswürdigkeiten sind
- Ehemalige Klostermühle
- Historische Nisterbrücke westlich der Abtei: Die vierbogige, aus Bruchstein gefertigte Brücke ist heute nur noch als Fußgängerbrücke in Benutzung. Auf wesentlich älteren Fundamenten wurde sie 1721 in der heutigen Form errichtet. Sie steht unter Denkmalschutz.

## Natur
Streithausen liegt im Landschaftsschutzgebiet Nistertal. Der Marienwanderweg durch die Kroppacher Schweiz verbindet die Abtei Marienstatt mit dem ehemaligen Kloster Marienthal in Seelbach bei Hamm an der Sieg. 

## Regelmäßige Veranstaltungen
Alljährlich findet dort die im Umkreis berühmte Streitser Kirmes statt. Auf dieser werden traditionelle Bräuche wie z. B. das Sockenverbrennen als Abschluss heute noch gepflegt.

## Wirtschaft und Infrastruktur
Die Gemeinde verfügt über eine Bücherei, Kinderspielplätze, Freizeit- und Sportanlagen und ein ausgedehntes Wanderwegenetz mit Anbindung an die Kroppacher Schweiz.

### Verkehr
Am naheliegenden Bahnhof Hachenburg und dem Haltepunkt Hattert bestehen Anschlüsse an den Eisenbahnverkehr nach Limburg an der Lahn und Siegen. In den Ort Streithausen sowie zur Abtei Marienstatt verkehren Regionalbusse der Westerwaldbus GmbH.

## Bildung
Die Gemeinde ist Grundschulstandort für vier Ortsgemeinden. Innerhalb dieser vier Gemeinden (Limbach, Streithausen, Atzelgift und Luckenbach) besteht eine Verflechtung auf kommunalem, kulturellem und sportlichem Gebiet. Hierbei hält die Gemeinde Streithausen auch einen gemeinsamen Sportplatz und Flächen für evtl. spätere gemeinschaftliche Vorhaben (z. B. Sporthalle an der Grundschule) im Gebiet Nasse Heide vor. Der an der Kreisstraße 20 gelegene Festplatz im gleichen Gebiet, wird neben der Gemeinde Streithausen auch von der Nachbargemeinde Atzelgift genutzt.
Das altsprachliche Private Gymnasium Marienstatt, das von der Zisterzienserabtei Marienstatt getragen wird, befindet sich im Gemeindegebiet von Streithausen. Die Schule wurde im Jahr 1910 gegründet und weist ein christliches Profil auf, in dem die Fächer Religion, Latein und Griechisch einen hohen Stellenwert haben.